# 38-й меридіан західної довготи
38-й меридіан західної довготи — лінія довготи, що лежить на 38 градусів західніше Гринвіцького меридіана. Вона проходить від Північного полюса через Північний Льодовитий океан, Гренландію, Атлантичний океан, Південну Америку, Південний океан та Антарктиду до Південного полюса.
38-й меридіан західної довготи формує велике коло разом із 142-гим меридіаном східної довготи.

## Список географічних об'єктів, що перетинає 38° зх. д.
Починаючи на Північному полюсі та рухаючись до Південного полюса, 38-й меридіан західної довготи проходить через:
| Координати                                                 | Країна, територія або море                       | Примітки |
| ---------------------------------------------------------- | ------------------------------------------------ | --- |
| 90°0′ пн. ш. 38°0′ зх. д. / 90.000° пн. ш. 38.000° зх. д.  | Північний Льодовитий океан                       | |
| 83°38′ пн. ш. 38°0′ зх. д. / 83.633° пн. ш. 38.000° зх. д. | Море Лінкольна                                   | |
| 83°31′ пн. ш. 38°0′ зх. д. / 83.517° пн. ш. 38.000° зх. д. | Гренландія                                       | Прроходить через мис Вашингтон[en] |
| 83°25′ пн. ш. 38°0′ зх. д. / 83.417° пн. ш. 38.000° зх. д. | Хунт-фьорд[en]                                   | |
| 83°20′ пн. ш. 38°0′ зх. д. / 83.333° пн. ш. 38.000° зх. д. | Гренландія                                       | Проходить через Землю Рузвельта[en] |
| 83°9′ пн. ш. 38°0′ зх. д. / 83.150° пн. ш. 38.000° зх. д.  | Хардер-фьорд[en]                                 | |
| 82°30′ пн. ш. 38°0′ зх. д. / 82.500° пн. ш. 38.000° зх. д. | Гренландія                                       | Проходить через Землю Амундсена[en] та Льодовикову шапку Ганса Таусена[en]                                                                       |
| 65°56′ пн. ш. 38°0′ зх. д. / 65.933° пн. ш. 38.000° зх. д. | Сермілік-фьорд[en]                               | |
| 65°43′ пн. ш. 38°0′ зх. д. / 65.717° пн. ш. 38.000° зх. д. | Гренландія                                       | Проходить через острів Аммассалік[en] |
| 65°41′ пн. ш. 38°0′ зх. д. / 65.683° пн. ш. 38.000° зх. д. | Атлантичний океан                                | |
| 4°15′ пд. ш. 38°0′ зх. д. / 4.250° пд. ш. 38.000° зх. д.   | Бразилія                                         | Сеара Ріу-Гранді-ду-Норті Параїба Пернамбуку Алагоас Сержипі Баїя — приблизно на 2 км Сержипі Баїя Сержипі Баїя — приблизно на 4 км Сержипі Баїя |
| 12°35′ пд. ш. 38°0′ зх. д. / 12.583° пд. ш. 38.000° зх. д. | Атлантичний океан                                | |
| 54°0′ пд. ш. 38°0′ зх. д. / 54.000° пд. ш. 38.000° зх. д.  | Південна Джорджія та Південні Сандвічеві Острови | Проходить через острів Південна Джорджія |
| 54°4′ пд. ш. 38°0′ зх. д. / 54.067° пд. ш. 38.000° зх. д.  | Атлантичний океан                                | |
| 60°0′ пд. ш. 38°0′ зх. д. / 60.000° пд. ш. 38.000° зх. д.  | Південний океан                                  | |
| 77°52′ пд. ш. 38°0′ зх. д. / 77.867° пд. ш. 38.000° зх. д. | Антарктида                                       | Проходить через Аргентинську Антарктиду та Британську Антарктичну Територію (претендують Аргентина та Велика Британія)                           |